# Somers (Wisconsin)
Somers es un pueblo ubicado en el condado de Kenosha en el estado estadounidense de Wisconsin. En el censo de 2010 tenía una población de 9.597 habitantes y una densidad poblacional de 130,9 personas por km².

## Geografía
Somers se encuentra ubicado en las coordenadas 42°37′59″N 87°53′34″O / 42.63306, -87.89278. Según la Oficina del Censo de los Estados Unidos, Somers tiene una superficie total de 73.32 km², de la cual 73.27 km² corresponden a tierra firme y (0.06%) 0.04 km² es agua.

## Demografía
Según el censo de 2010, había 9.597 personas residiendo en Somers. La densidad de población era de 130,9 hab./km². De los 9.597 habitantes, Somers estaba compuesto por el 88.07% blancos, el 4.94% eran afroamericanos, el 0.4% eran amerindios, el 2.04% eran asiáticos, el 0.04% eran isleños del Pacífico, el 2.15% eran de otras razas y el 2.37% pertenecían a dos o más razas. Del total de la población el 6.4% eran hispanos o latinos de cualquier raza.